# Kunstmuseum Liechtenstein
El Kunstmuseum Liechtenstein es un museo estatal de arte moderno y contemporáneo situado en Vaduz. La actual sede, cuya vanguardista construcción es obra de los arquitectos suizos Morger, Degelo y Kerez, fue inaugurada en el año 2000. La importante colección de arte moderno y contemporáneo internacional que alberga es, al mismo tiempo, la colección pública del Principado de Liechtenstein.

## Historia

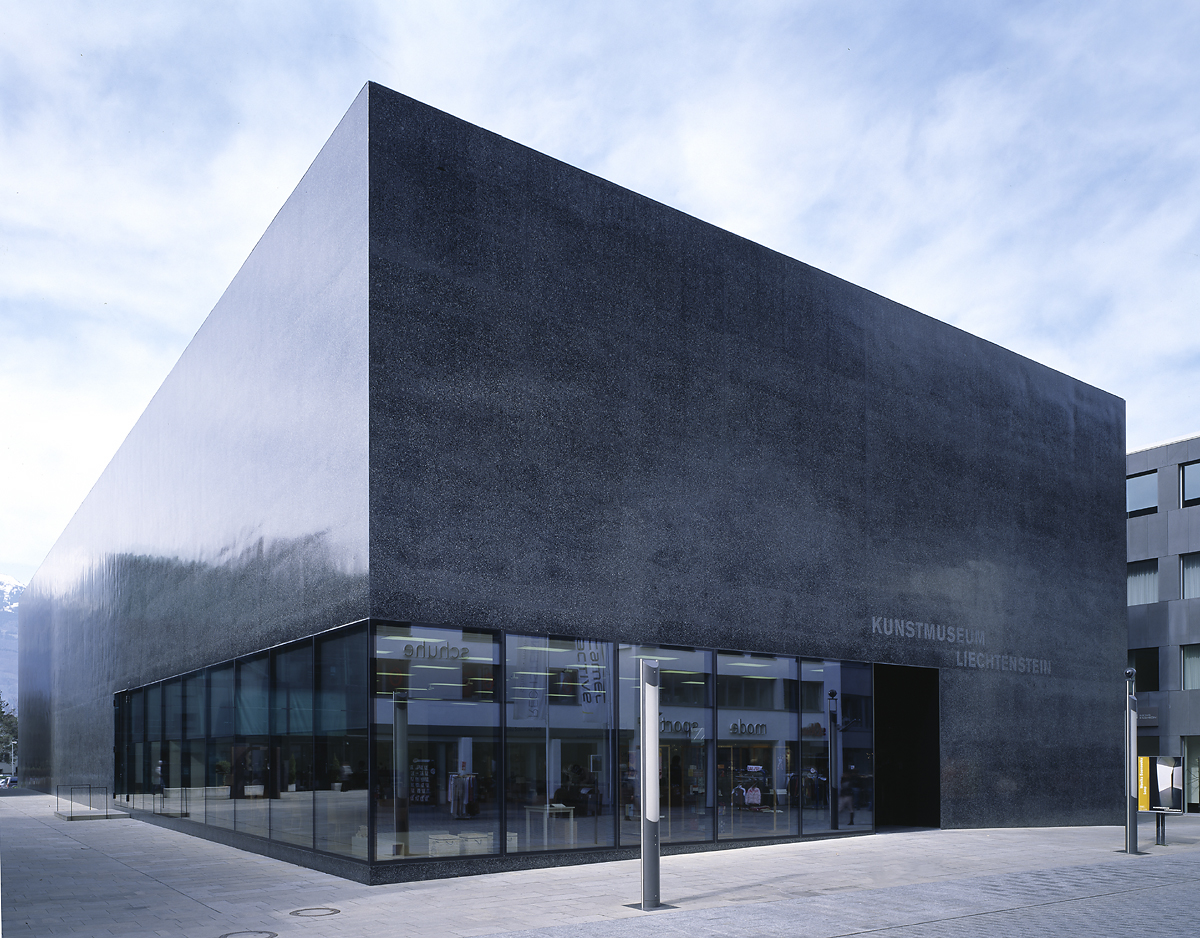
El Kunstmuseum Liechtenstein se inauguró en el año 2000.

En 1967 el Estado de Liechtenstein recibió la donación de diez cuadros. Este obsequio fue el desencadenante de la fundación de la colección pública de arte de Liechtenstein al año siguiente. El primer conservador de la colección fue Georg Malin, artista, historiador e historiador del arte, natural del principado. Malin pronto definió el carácter de la colección pública, que se centraría en el arte moderno y contemporáneo internacional.
El Kunstmuseum Liechtenstein, tal como lo admiramos en la actualidad, es fruto de la generosidad de un grupo de patrocinadores privados. Junto con el Gobierno del Principado de Liechtenstein y el ayuntamiento de Vaduz, estos donantes son responsables de la realización del moderno edificio del museo.
En agosto del año 2000, el edificio fue entregado como «regalo del nuevo milenio» al Estado de Liechtenstein, que constituyó la fundación jurídico-pública Kunstmuseum Liechtenstein para gestionar y dirigir el museo. El museo fue inaugurado el 12 de noviembre de 2000. 
Friedemann Malsch estuvo a cargo del museo como director desde su concepción, en la segunda mitad de la década de 1990, hasta su jubilación en 2021. Le sucedió la italiana Letizia Ragaglia, que anteriormente había sido directora del Museion de Bolzano.

## Arquitectura
Para el Kunstmuseum Liechtenstein, el equipo de arquitectos Meinrad Morger y Heinrich Degelo ha concebido con Christian Kerez una arquitectura de alta complejidad y discreta sencillez. La cerrada estructura del edificio es una caja negra de hormigón pigmentado y basalto. Los guijarros que recubren la capa exterior del edificio le confieren una sutil coloración y, a la vez, entablan un diálogo con el paisaje del valle del Rin. El entorno se refleja asimismo en la superficie de la fachada, que fue sometida a un proceso de pulido a mano que transmite una agradable sensación táctil. Una alargada banda de ventanales se subordinan al compacto cuerpo del edificio y abren el cubo negro tanto desde el interior como desde el exterior. 
El interior de esta caja negra es un perfecto cubo blanco. Las dimensiones exteriores del edificio se corresponden casi por completo con los espacios destinados al público. El espacio es manejable y, al mismo tiempo, amplio. Se dedica al arte la máxima superficie posible. Seis salas de exposición están dispuestas en torno a dos escaleras enfrentadas. El diseño de la planta, en forma de aspas de molino, permite obtener unas interesantes vistas transversales de todo el edificio. Las salas de exposición, de gran claridad y precisión, brindan al arte la máxima libertad mediante la consciente subordinación de la arquitectura a las obras expuestas.

## Colección

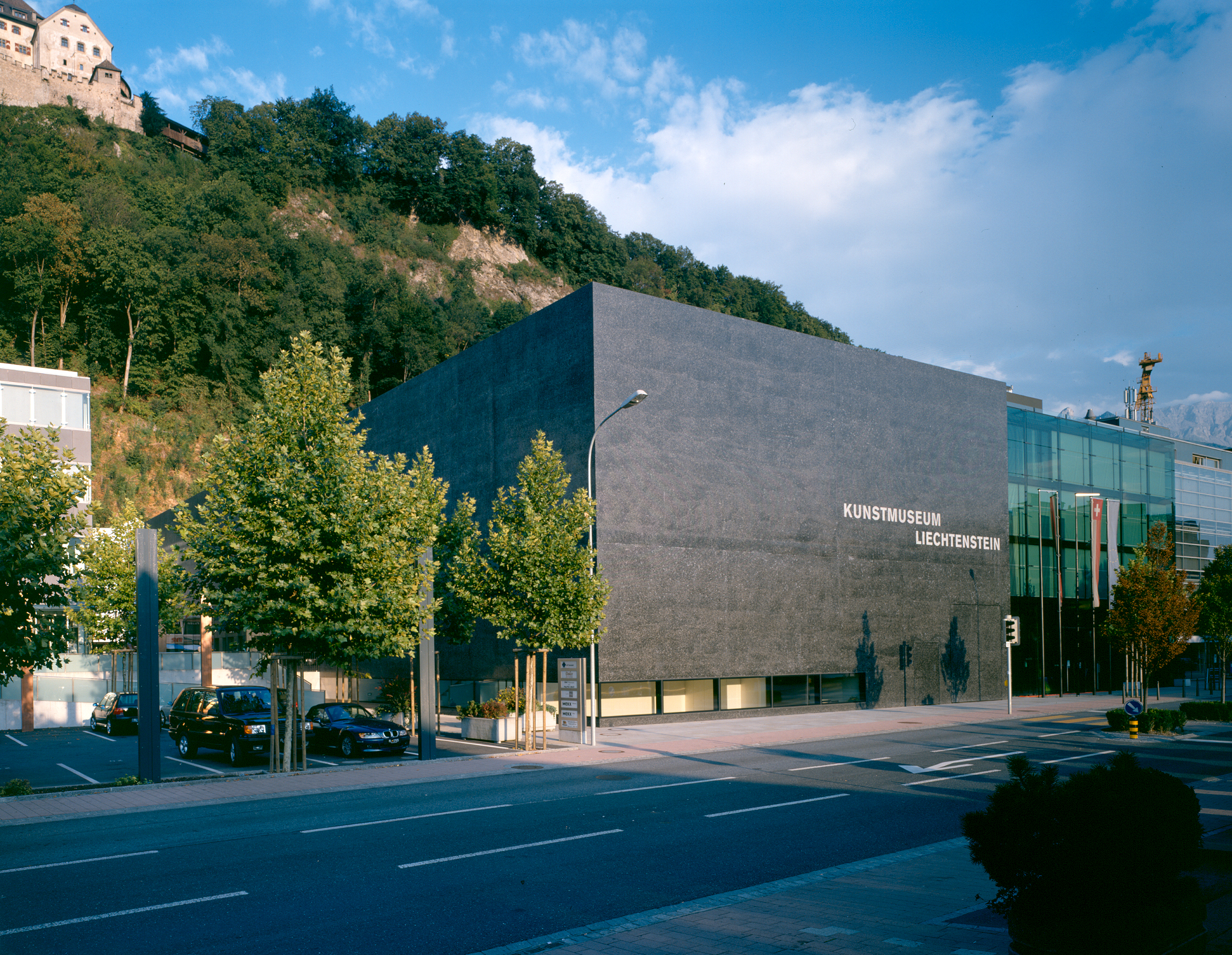
El Kunstmuseum Liechtenstein como foco arquitectónico en Vaduz.

La colección del Kunstmuseum Liechtenstein de arte moderno y contemporáneo internacional abarca el periodo comprendido desde el siglo XIX hasta el presente. El perfil de la colección está definido fundamentalmente por esculturas, objetos e instalaciones. Las obras de los representantes del Arte Povera ocupan un lugar prevalente.
En el año 2006 el Kunstmuseum Liechtenstein, junto con el Kunstmuseum St. Gallen y el Museum für Moderne Kunst Frankfurt (MMK) adquirió la valiosa colección del galerista de Colonia Rolf Ricke, que cuenta con importantes obras, entre otros, de Richard Artschwager, Bill Bollinger, Donald Judd, Fabian Marcaccio, Steven Parrino, David Reed, Richard Serra, Keith Sonnier y Jessica Stockholder.

## Exhibiciones
En sus exhibiciones se han mostrado las obras de Otto Freundlich, Gottfried Honegger, Leiko Ikemura, Rita McBride, Paul Klee, Jochen Gerz, André Thomkins, František Kupka, Andy Warhol, Fabian Marcaccio, Alighiero Boetti, Fred Sandback, Georg Malin, Sean Scully, Matts Leiderstam, Ferdinand Nigg, Monika Sosnowska, Joseph Beuys, Thomas Schütte, Kazimir Malevich, Martin Frommelt, Matti Braun o Christian Boltanski.
Además, el Kunstmuseum Liechtenstein, también muestra exposiciones temporales con obras de la colección del príncipe de Liechtenstein .